# Anne McLellan

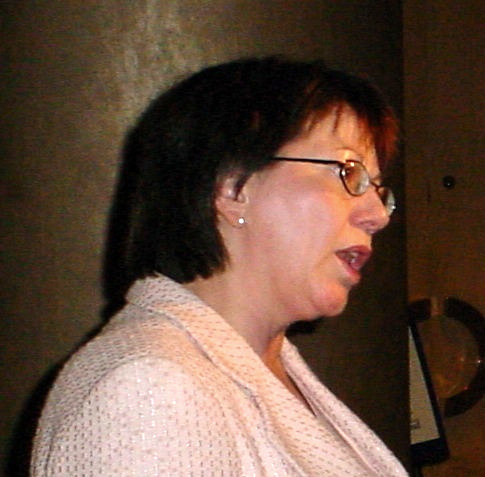
Anne McLellan

A. Anne McLellan, PC OC AOE, (* Condado de Hants, 1950 -  ) es una abogada, académica y política canadiense. Fue Ministra de Justicia de Canadá.

## Biografía
McLellan nació el 31 de agosto de 1950, en el condado de Hants, Nueva Escocia. Obtuvo una licenciatura en Letras y en Derecho por la Universidad Dalhousie de Halifax. Luego obtuvo una maestría en Derecho por el Kings College de Londres en el Reino Unido.
Ella se convirtió en profesora de derecho, primero en la Universidad de Nuevo Brunswick y luego, a partir de 1980, de la Universidad de Alberta Facultad de Derecho, donde se desempeñó en varias ocasiones como decano asociado y decano. También fue miembro de la Junta Directiva de la Asociación Canadiense de Libertades Civiles.  
Fue ministro de gabinete en los gobiernos liberales de Jean Chrétien y de Paul Martin, como Ministra de Salud (del 15 de enero de 2002 al 12 de diciembre de 2003), Ministra de Seguridad Pública (del 12 de diciembre de 2003 al 5 de febrero de 2006), desempeñándose más recientemente como vice primer ministro de Canadá (2003-2006).